# 友森翔太郎
友森 翔太郎（とももり しょうたろう、1988年10月30日 - ）は、地方競馬の名古屋競馬場塚田隆男厩舎所属の騎手である。地方競馬教養センター騎手課程第86期生。

## 来歴
2008年3月31日付けで地方競馬騎手免許を取得。同年4月15日第2回名古屋競馬1日目第1競走サラ系C24組条件戦テンエイマッキーで初騎乗（10頭立て5番人気6着）。同年5月2日第3回名古屋競馬4日目第8競走サラ系C3組条件戦をチェゴで優勝し、42戦目で初勝利（10頭立て7番人気）。
2010年1月12日第24回全日本新人王争覇戦出場（10人中9位）。
2014年2月17日第25回名古屋競馬1日目第1競走サラ系Ｃ28組条件戦をタイセイホークで優勝（8頭立て1番人気）し、地方競馬通算100勝達成。
2016年8月1日付けで安部弘一厩舎（同年7月31日に引退）から塚田隆男厩舎へ所属変更。
2017年2月28日第25回名古屋競馬第10競走第42回スプリングカップをメモリーミラクルで優勝（12頭立て4番人気）し、重賞初制覇。
同年4月18日第23回東海クイーンカップをメモリーミラクルで優勝（12頭立て6番人気）し、重賞2勝目。
同年5月2日第3回名古屋競馬1日目第10競走ヤツデ賞サラ系A4組条件戦をゲスワットで優勝（8頭立て7番人気）し、地方競馬通算200勝達成。
2023年7月13日の第3競走でマリブレディ号で勝利し、地方競馬通算500勝を達成。

## おもな騎乗馬
- メモリーミラクル（2017年スプリングカップ、2017年東海クイーンカップ）
- ウォーターループ（2018年東海クイーンカップ、ぎふ清流カップ）
- メモリージルバ（2017年東海ゴールドカップ、2018年オータムカップ、2019年ウインター争覇、マーチカップ、2020年飛山濃水杯）
- ゴールドリング（2019年若草賞、2019年東海クイーンカップ）
- セイルオンセイラー（2024年ウインター争覇、飛山濃水杯、くろゆり賞）
- ページェント（2024年ライデンリーダー記念、2025年ゴールドジュニア、スプリングカップ）
- サンヨウスフィーダ（2025年岐阜金賞）